# Klimatická geomorfologie
Klimatická geomorfologie se zabývá změnami zemského povrchu závislých na podnebí určité oblasti. Na podnebí je závislá intenzita zvětrávání (fyzikálního a chemického), transportu i akumulace materiálu. Geomorfologické pochody závisí i na nadmořské výšce.
Klimatická geomorfologie například pomohla odhalit změny odolností hornin v závislosti na podnebí.

## Změny závislé na podnebí

### Intenzita chemického zvětrávání
Chemické zvětrávání probíhá ve větší míře v místech, kde je dostatečná vlhkost. Voda s příměsemi má vliv především na vápenec. To popisuje tato rovnice:
CaCO3 + H2O + CO2 → Ca(HCO3)2
(reakce probíhá i zpětně)
Vlhké přímořské podnebí tedy podporuje chemické zvětrávání a vznik rozsáhlých krasových oblastí, kterými jsou známy např. Jihovýchodní Čína, Vietnam, Thajsko, z Evropy: Balkánský poloostrov nebo jih Francie.

### Intenzita fyzikálního zvětrávání
Fyzikální zvětrávání převládá nad chemickým v suchých a chladných oblastech. V těchto oblastech tak převládá tzv. „mrazové zvětrávání“ a vznikají zde tvary s ostrými hranami.

### Typy transportu materiálu
- V mírném podnebí probíhá odnos prostřednictvím řek.
- V zaledněných oblastech díky ledovcům.
- V tropech převládá transport spláchnutím do nějakého koryta při občasných intenzivních deštích.
- V nějakých střídavě vlhkých oblastech při povodních.